# Herón Proal
Herón Proal är en ort i Mexiko.   Den ligger i kommunen Alvarado och delstaten Veracruz, i den sydöstra delen av landet, 300 km öster om huvudstaden Mexico City. Herón Proal ligger 6 meter över havet och antalet invånare är 786.
Terrängen runt Herón Proal är platt. Runt Herón Proal är det ganska tätbefolkat, med 58 invånare per kvadratkilometer. Närmaste större samhälle är Veracruz, 19,2 km norr om Herón Proal. Omgivningarna runt Herón Proal är en mosaik av jordbruksmark och naturlig växtlighet.